# Giovanni Giustiniani Longo

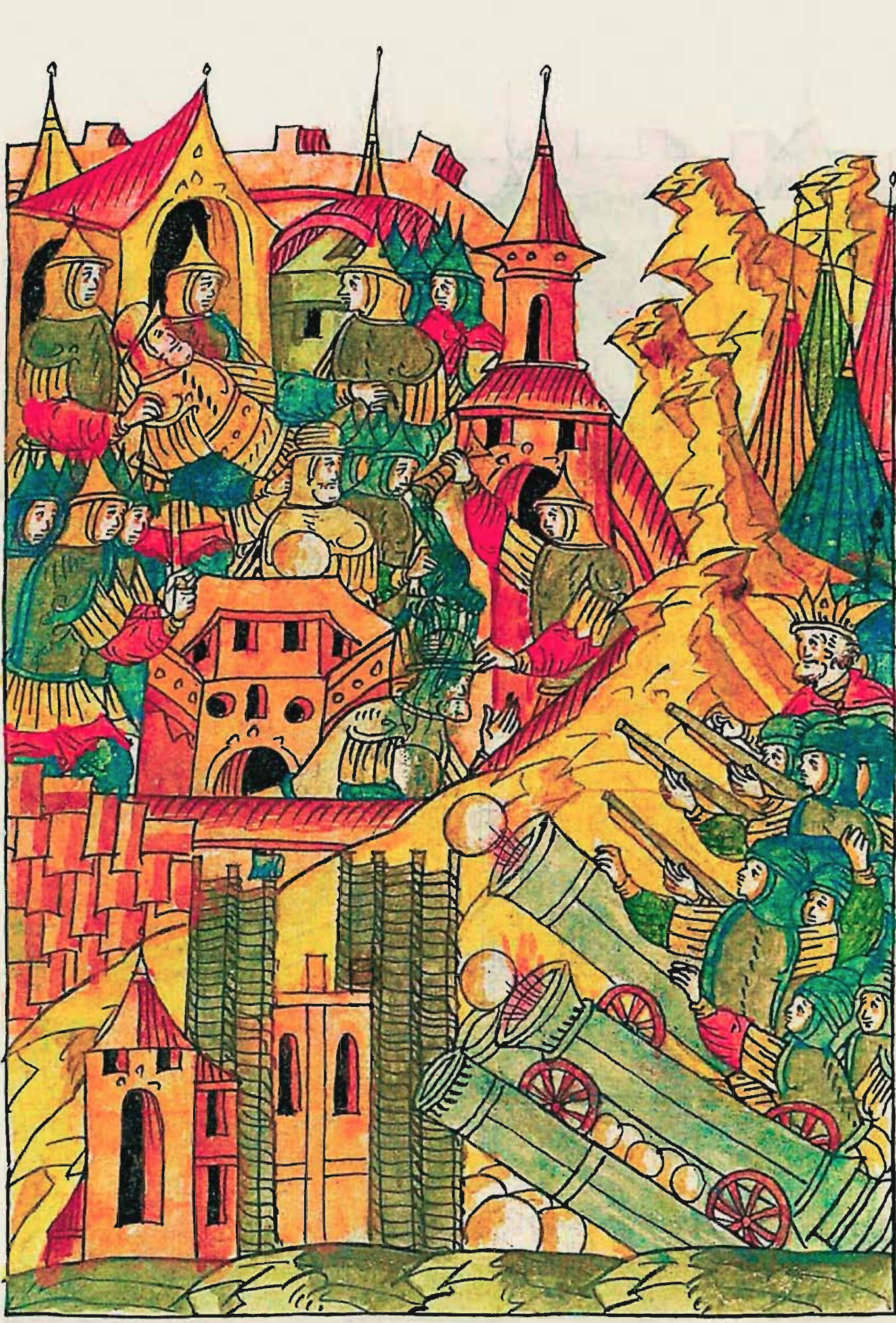
XVI-wieczna miniatura ukazująca moment ranienia Giustinianiego

Giovanni Giustiniani Longo (zm. 29 maja 1453) – pochodzący z Genui żołnierz, ochotnik podczas obrony Konstantynopola. Wywodził się ze znaczącego rodu Doria z południa Włoch. 

## Życiorys
Wystawił własny oddział liczący ok. 700 ciężkozbrojnych i przybył z nim do Konstantynopola 26 stycznia 1453 roku. Jako specjalista od obrony ufortyfikowanych miast został natychmiast wyznaczony przez cesarza na dowódcę obrony murów. Dzięki osobistej charyzmie był w stanie kontrolować różne grupy najemników - Greków, Wenecjan czy Genueńczyków - niezbyt za sobą przepadających i z ogromną energią kierował ciągłym naprawianiem murów niszczonych przez artylerię turecką. 29 maja 1453 został ciężko ranny, co bardzo osłabiło morale obrońców. Wykorzystał to sułtan Mehmed II Zdobywca nakazując szturm generalny, który doprowadził ostatecznie do zdobycia miasta. Jednakże kilku towarzyszom Longo udało się uratować z pogromu i wynieść ciężko rannego dowódcę. Zmarł on kilka dni później, prawdopodobnie na początku czerwca, na skutek odniesionych ran. Jego ciało zostało przetransportowane na grecką wyspę Chios (która w tym czasie należała do Republiki Genui) i tam pochowane.